# لوسيا برلين
لوسيا برلين (بالإنجليزية: Lucia Berlin)‏ هي كاتِبة أمريكية، ولدت في 12 نوفمبر 1936 في جونو في الولايات المتحدة، وتوفيت في 12 نوفمبر 2004 في مارينا دل راي، كاليفورنيا في الولايات المتحدة.